# Elfriede Reichelt
Elfriede Klara Emma Reichelt (* 30. Januar 1883 in Breslau; † 22. August 1953 in Grünwald bei München) war eine deutsche Kunstfotografin. Zu ihrer Zeit zählte sie zu den bekanntesten Berufsfotografinnen Deutschlands.

## Leben
Elfriede Klara Emma Reichelt kam am 30. Januar 1883 in Breslau als zweite von drei Töchtern des Kaufmanns Oswald Reichelt und der Emma Reichelt, geb. Streit, zur Welt. Der Vater führte eine Porzellanhandlung in der Haupteinkaufsstraße Breslaus.
Elfriede Reichelt studierte als eine der ersten Frauen von 1906 bis 1908 an der Münchner „Lehr- und Versuchsanstalt für Photographie“ und war Schülerin des bekannten deutsch-amerikanischen Piktorialisten Frank Eugene.
Nach der Ausbildung kehrte die Fotografin in ihre schlesische Heimat zurück, um in Breslau ein Atelier für künstlerische Porträtfotografie zu eröffnen. Die Berufsfotografin porträtierte bis Anfang der 1930er Jahre sowohl die überregionale Prominenz der Zeit wie auch namhafte Breslauer Persönlichkeiten, die häufig aus dem Umfeld der Akademie und ortsansässiger Sammler- und Adeligenkreise stammten.
Auch Landschafts-, Stillleben- und Aktfotografien gehörten zu ihrem Motivschatz.
Reichelt durfte Wilhelm II. und seine Familie im niederländischen Exil in den 1920er Jahren des Öfteren porträtieren. In der Deutschen Fotothek ist eine Vielzahl ihrer Porträtfotos inventarisiert. Darunter zum Beispiel eines, das den Ex-Monarchen mit seiner kleinen Stieftochter Henriette (1918–1972) zeigt. Es trägt den Titel „Doorn. Kaiser Wilhelm II. mit Prinzessin Henriette Schoenaich-Carolath im Arm“. Ein weiteres Porträtfoto von Elfriede Reichelt zeigt Henriette von Schönaich-Carolath mit dem Familienhund: „Prinzessin Henriette von Schoenaich-Carolath mit Schäferhund ‚Arno‘“. Dieses wurde unter anderem 1925 in Reichelts Ausstellung im Museum der Bildenden Künste in Breslau gezeigt und damals in der Illustrierten Wochenbeilage der Schlesischen Zeitung publiziert.
Sie beteiligte sich an wichtigen Fotoausstellungen der Epoche und veröffentlichte ihre Bilder in renommierten Fachzeitschriften. Die Fotografin war Mitglied des Deutschen Werkbunds und der Gesellschaft Deutscher Lichtbildner (GDL).
1927 heiratete sie den Ulmer Industriellen Hans Wieland und zog sich Mitte der 1930er Jahre von der aktiven Berufsfotografie zurück. Nach einigen Jahren in Ulm lebte Reichelt seit der Trennung von ihrem Mann 1936 in Grünwald bei München.
Sie lebte dort in einem großflächigen Haus mit Haushälterin und Gärtner. In den Kriegsjahren, in denen ihr Anwesen auch einen Bombenschaden davontrug, nahm sie dort 1941 bis 1943 ihre Großnichte Dörte Schreiber auf. Die letzten Jahre war Elfriede Reichelt an Blasenkrebs erkrankt.